# Kroppen
Kroppen (hornolužickosrbsky Kropnja) je obec v Horní Lužici v německé spolkové zemi Braniborsko. Nachází se v zemském okrese Horní Sprévský les-Lužice a má 714 obyvatel.

## Historie
První písemná zmínka o vsi pochází z roku 1329, kdy je uváděn jistý Henricus dictus de Crupin. Již v této době byla vesnice panským sídlem. Roku 1938 se ke Kroppenu připojila vesnice Heinersdorf.

## Přírodní poměry
Kroppen leží na jihu Braniborska poblíž braniborsko-saské hranice a zároveň na severu Horní Lužice na hranici s Dolní Lužicí. Obcí protéká řeka Pulsnitz. Severně a jižně od zástavby se nacházejí rozsáhlé lesy s několika většími rybníky. Nejvyšším bodem obce je Weinberg (117 m). Severní částí obce prochází spolková dálnice A13 a také železniční trať Großenhain–Cottbus.

## Správní členění
Obec Kroppen se skládá z místních částí Kroppen a Heinersdorf.

## Osobnosti
- Carl Richtsteig (1809–1879), primátor města Görlitz
- Paul Klatt (1896–1973), generálporučík za druhé světové války
- Günter Hommel (1925–2009), policejní úředník

## Pamětihodnosti
- barokní vesnický kostel
- zámecký park (zámek byl roku 1948 zbořen)